# 临时首都纪念馆
临时首都纪念馆（韓語：임시수도기념관）是韩国釜山的一个博物馆。该建筑于1926年8月10日建成，最初作为庆尚南道知事官邸使用。在朝鲜战争期间，韩国总统李承晩以釜山为临时首都有三年之久。该建筑被用作总统官邸。

## 历史
1984年，这座建筑开辟为临时首都纪念馆，展出朝鲜战争的照片和其他文物。这座建筑于 2000年 4 月至 2001年11月进行了翻修，增加了摄影画廊部分。该画廊收藏了一系列朝鲜战争的照片。
临时首都纪念馆为釜山广域市指定文物第53号。

## 交通
●釜山都市铁道1号线：土城站